# Ballston Spa
Ballston Spa è una città degli Stati Uniti d'America, capoluogo della Contea di Saratoga, nello stato di New York.
Ballston Spa deve il suo nome al pastore presbiteriano (e terzo cugino di George Washington) Eliphalet Ball, il quale si fece promotore del primo insediamento della città nel 1770.
Secondo il censimento effettuato nel 2000, la popolazione è di 5.556 abitanti. La superficie è di 4.2 km² e la densità di popolazione è di 1.337,8 abitanti per km².
Qui nacque il generale Abner Doubleday. 

## Storia
When the village’s name is spoken, most people unfamiliar with the place hear, “Boston Spa.” That’s a town between Leeds and York in England. The village was christened by the state legislature by an act of incorporation on March 21, 1807. Prior to that event it was called variously, “Ballston Springs,” “Bath,” “Spa” (sometimes written, “Spaw”), or “Town of Spa or Bath.” It hardly ever was called, “Ballston Spa.”
La zona, battezzata Ballston Spa il 21 marzo 1807 in occasione dell'atto di incorporazione della legislatura di stato; prima di allora l'insediamento era conosciuto con vari nomi tra cui Ballston Springs, Bath, Spa, Spaw o Town of Spa.
Il nome sembrerebbe derivare dal reverendo Eliphalet Ball, ministro presbiteriano di Bedford, contattato da un gruppo di commissari che lo delegarono per trovare acquirenti per una porzione di terreni iscritti nella Kayaderosseras Patent, di cui si era resa necessaria la vendita, indicarono i lotti a lui assegnati con il termine "Ball's".
In quel periodo, cioè un paio d'anni prima della rivoluzione americana, il reverendo si era scisso dalla sua congregazione originale e necessitava di un luogo in cui stabilirsi con i suoi seguaci; individuarono l'area a ovest del lago Ballston in cui si stabilirono anche nuovi coloni e iniziarono a identificare quel luogo con il nome di Ball's Town.
Il termine "Spa" venne aggiunto nel 1807 ad indicare la presenza di acque curative e delle relative strutture per usufruirne; nel decennio successivo la città fu una delle località più importanti degli Stati Uniti nel settore termale con alberghi e locali dedicati alle cure termali e al divertimento, di cui restano ancora visibili il Ballston Spa Hotels realizzato nel 1792 e il  “McMaster House” quasi completamente distrutto da un incendio a metà del diciannovesimo secolo.
La conformazione del territorio, la presenza di una ferrovia e di ingenti risorse idriche resero l'area interessante per diversi uomini d'affari che fondarono aziende per la lavorazione del cotone prima della guerra di secessione.
Sfruttando le medesime risorse Isaiah Blood fondò una fonderia dedicata alla realizzazione di asce e armi da taglio che rifornì l'esercito unionista e rimase in attività fino al 1870, mentre George West , un produttore di carta, iniziò a realizzare borse di carta da utilizzare in luogo di quelle in cotone.
Come le precedenti due anche la tintoria era attiva nella fondazione di Trust, la cui distruzione rese famoso Teddy Roosevelt.
Intorno al 1900 il pregiudizio verso gli stranieri si affievolì e iniziarono ad arrivare in città italiani ed est-europei che trovarono impiego come fattori o mugnai.
La città rimase divisa, fino al 1957, in macro-aree in cui vivevano persone con origini comuni.

## Monumenti e luoghi di interesse

### Old Iron Spring
A dispetto del nome la fonte venne scavata nel 1874 ma la tradizione locale vuole che appena fu scavata questa fonte l'originale "Old Iron Railing Spring" si svuotò.
Per questo si decise che, siccome la vecchia sorgente e quella nuova erano, di fatto, comunicanti si sarebbe mantenuto l'appellativo, ma senza indicare il termine "Railing".

### Front street
La strada venne così battezzata nel 1793 poiché il padrone del terreno su cui sorgeva aveva l'obiettivo di speculare sui lotti che voleva vendere invogliando gli acquirenti con un nome altisonante.
La maggior parte della pavimentazione risale alla fine del 19º secolo ma in alcuni punti resta visibile una pavimentazione differente che viene fatta risalire all'epoca della fondazione della ferrovia tra Schenectady e Saratoga Springs avvenuta nel 1831.

### Medbery Hotel
Il Medbery Hotel iniziò la sua vita nel 1804 come “Village Hotel", venne poi venduto a Stephen Medbery e assunse l'attuale nome. Per la maggior parte del 20º secolo fu un hotel, con annesso barbiere e servizio bar, si dice che in alcuni locali sul retro si praticasse in gioco d'azzardo; oggi è un albergo con annessa spa.

### Sans Souci
Nei pressi del “Medbery”, si trova una piccola costruzione di colore giallo, costruita anch'essa nel 1804, che rappresenta l'ultimo resto dell'omonimo hotel.
L'edificio fu sede della lavanderia dell'albergo e in seguito fu riconvertito in abitazione bifamigliare in cui abitavano Nicholas Law, agente finanziario, e la famiglia Doubleday